# GeoTIFF
Le GeoTIFF est un standard du domaine public permettant d'ajouter des informations de géoréférencement à une image TIFF (projection, système de coordonnées, datation, ...). L'enregistrement des métadonnées de géoréférencement utilise la possibilité offerte par le format TIFF de pouvoir définir de l'information additionnelle sous forme de tags spécifiques. Le format TIFF définit nativement un certain nombre de tags (voir les Métadonnées TIFF).

## Description
L'objectif des spécifications du GeoTIFF consiste à permettre de décrire toute information « cartographique » associée à une image TIFF provenant d'un système d'imagerie satellite, de photographie aérienne scannée, de cartes scannées, de modèle d'élévation digital, ou du résultat d'analyse géographique.

### Cloud Optimised GeoTIFF
COG (de l'anglais : Cloud Optimised GeoTIFF, GeoTIFF optimisé pour le Cloud), est une modification apportée à GeoTIFF pour le web. Il permet de lire une partie des données désirées via HTTP, sans avoir à charger le fichier complet. Il a été créé par la Fondation Open Source Geospatial et les auteurs du projet GDAL.